# Центр ледникового периода
Центр ледникового периода (по-эстонски Jääaja Keskus) — музей в Эстонии, в уезде Тартумаа, в поселке Экси. В музее выставки о ледниковом периоде, о его влиянии на рельеф и геологию Эстонии и соседних стран, а также о воздействии климата на человека.
Среди главных экспонатов — муляжи мамонтов, пещерного льва и других зверей плейстоцена.
Экси выбрано в качестве места расположения музея потому, что поселок находится в регионе Вооремаа, где на ландшафте до сих пор видны следы, оставленные ледником.
Центр ледникового периода открыли 10 июля 2012 года. Строительство музея финансировалось Тартуской волостью и Европейским фондом регионального развития.

## Примечание
1. ↑  https://virumaateataja.postimees.ee/917974/jaaaja-keskus-on-kuum-koht
2. 1 2  Katre Tatrik «Äksis algab ametlikult jääaeg» Архивная копия от 14 августа 2012 на Wayback Machine Postimees, 09.07.2012
3. ↑  «Äksis avas uksed Jääaja Keskus» Архивная копия от 11 сентября 2012 на Wayback Machine Postimees, 11.07.2012
4. ↑  Rein Raudvere «Tänavu jääb jääaeg Tartumaal saabumata» Архивная копия от 17 июля 2012 на Wayback Machine Maaleht, 15. detsember 2011
5. ↑  «Jääaja Keskusest». Дата обращения: 8 января 2013. Архивировано из оригинала 18 августа 2012 года.